# 異形葉性

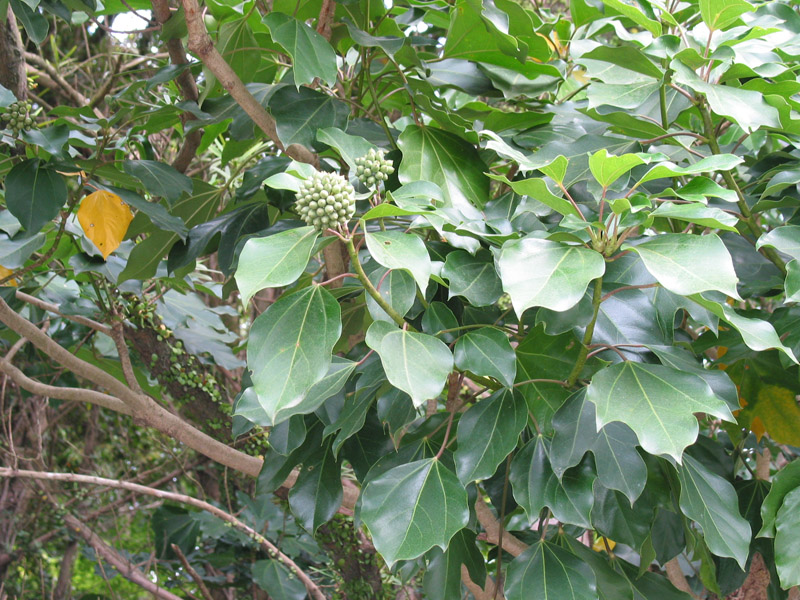
不分裂葉と分裂葉をつけるカクレミノ Dendropanax trifidus

異形葉性（いけいようせい、英: heterophylly）は、一つの植物の中で、その種の特徴として常に2種類以上の異なる形態の葉を持つ現象である。より狭義には、1個体に形や大きさの異なる普通葉を持つことを指す。異形葉性を示す葉を異形葉（いけいよう、英: heterophyll）という。特に、2型の異形葉が明瞭に区別できる場合、二形性（にけいせい、英: dimorphism）という。
種によって異形葉性の程度は様々で、どこまでをこの現象として扱うかの基準はない。また、異形葉性のうち一つのシュート中に繰り返し現れる場合は、不等葉性と呼ばれる（下記「#不等葉性」節参照）。

## ヘテロフィリーとヘテロブラスティー

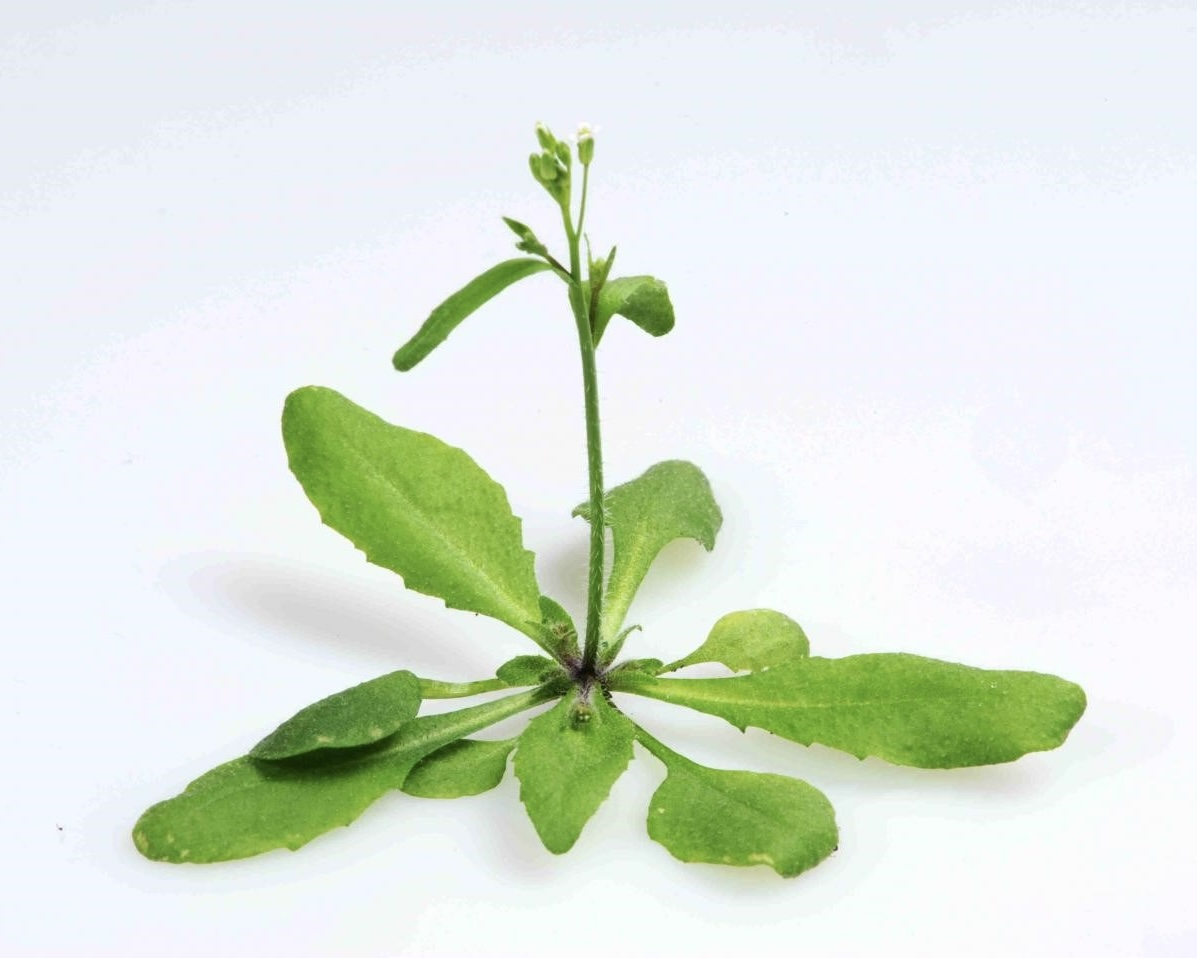
ヘテロブラスティーを示すシロイヌナズナ

多くの植物では、生理条件や齢、外部の環境に応じて葉形を変化させる。異形葉性には、環境条件によって異なる形態の葉を形成するヘテロフィリー (heterophylly) および、環境条件が一定でも成長過程で異なる形態の葉を形成するヘテロブラスティー (heteroblasty) が区別される。
ヘテロフィリーは温度や環境などの変化によって生じ、種子植物の多くが冬になると普通葉と異なる形態の鱗片葉に覆われた冬芽を形成する。水没による葉形変化も知られている（下記#水生植物の異形葉性参照）。水生植物のヘテロフィリーでは、葉形変化は可逆的である。
モデル植物であるシロイヌナズナ（アブラナ科）は一定の環境で栽培しても、成長過程により異なる形態の普通葉を形成するが、これはヘテロブラスティーの一例である。シロイヌナズナを用いた解析では、光合成産物量をモニターする系がヘテロブラスティーを支配していることが示唆されている。実生では、子葉（双葉）と普通葉（本葉）の形態は異なり、シュートでは低出葉、高出葉、普通葉の形態が異なることは多く、発生の過程で形や大きさが異なる葉が現れるのはふつうにみられる現象である。普通葉でも、幼形（英: juvenile form、独: Jugendform）の初生葉と成形（英: adult form、独: Folgeform）の後生葉は異なることが多い。ヘテロブラスティーでは、既に過ぎた発生段階の葉は再び形成されない。

## 異形葉性の例
モミ（マツ科）、クワ（クワ科）、ヒイラギ（モクセイ科）などは異形葉性を示し、1つの個体に分裂葉と不分裂葉が見られる。このうちヒイラギでは、若木では葉縁に鋭い棘を分化するのに対し、老木では葉縁は滑らかとなる。ウコギ科のヤツデやカクレミノでは、幼時には倒卵形の葉を作るが、後生葉は掌状の分裂葉となる。キヅタでは、栄養シュートでは掌状であるが、日向の花序をつける生殖シュートでは卵形の不分裂葉となる。
針葉樹類のイブキ（ヒノキ科）では、針形葉と鱗形葉が混じる二形を示すが、これも個体発生に関連しており、針形葉は幼形であるとされる。ユーカリノキ（フトモモ科）でも個体発生初期と成長後では葉形が異なり、若木では披針形の両面葉であるが、成形では特有の鎌形をした垂下する葉に変わる。例えば、シラカネユーカリ Eucalyptus polyanthemos では、幼木の葉は広卵形から心形であるが、成木の葉は長卵形となる。
アカシア属の初生葉は羽状複葉であるが、ナガバアカシア Acacia longifolia などの後生葉では葉身を欠く偽葉（仮葉）となる。ツタ（ブドウ科）には、三行脈分裂葉の単葉と三出掌状複葉になるものが見られる。これらの異形葉性も齢に関連しており、三出複葉は幼木でしばしば見られ、短枝の葉は3浅裂し、長枝の葉は通常小型の不分裂葉となる。
化石植物においても、シダ種子類の中には、通常の羽葉と形態が異なる鱗片状のカタフィル (cataphyll) を形成するものがあった。

## シダ類における異形葉性
シダ類では、胞子嚢をつける葉（胞子葉）とそうでない葉（栄養葉）が分化しているものも多い。そうした性質を持つものを二形（にけい、dimorphic）と表現する。それに対し、胞子嚢群をつける葉と栄養葉がその有無以外では区別ができないものを同形（どうけい、monomorphic）といい、そのような葉を栄養胞子葉と呼ぶ（これに関しては胞子葉#大葉シダ植物に詳しい）。
なかには、以下のように胞子形成に関係なく異形葉性を示すものも知られている。
薄嚢シダ類のカザリシダ属 Aglaomorpha やビカクシダ属 Platycerium（ウラボシ科）では、普通葉のほかに、椀状となって根茎を覆う巣葉（そうよう）をもつ。巣葉は初め緑色をしているが、すぐに葉緑体を失って褐色となり、組織が死細胞から構成されるようになる。巣葉と基質の隙間に土や枝葉を抱え込むことによって、着生していても肥沃な環境を作り出している。カザリシダでは最下の1–3対の羽片が巣葉の性質を持ち、それより上の羽片が普通葉の性質を持つ、部分的な二形となる。
オシダ科のテラトフィルム Teratophyllum では、最初はバチフィルと呼ばれる細かく裂けた栄養葉を形成するが、大きくなるとアクロフィルと呼ばれる栄養葉を形成するようになる。これらの栄養葉とは別に胞子葉を持ち、3つの形態からなる葉を持つ。

## 水生植物の異形葉性

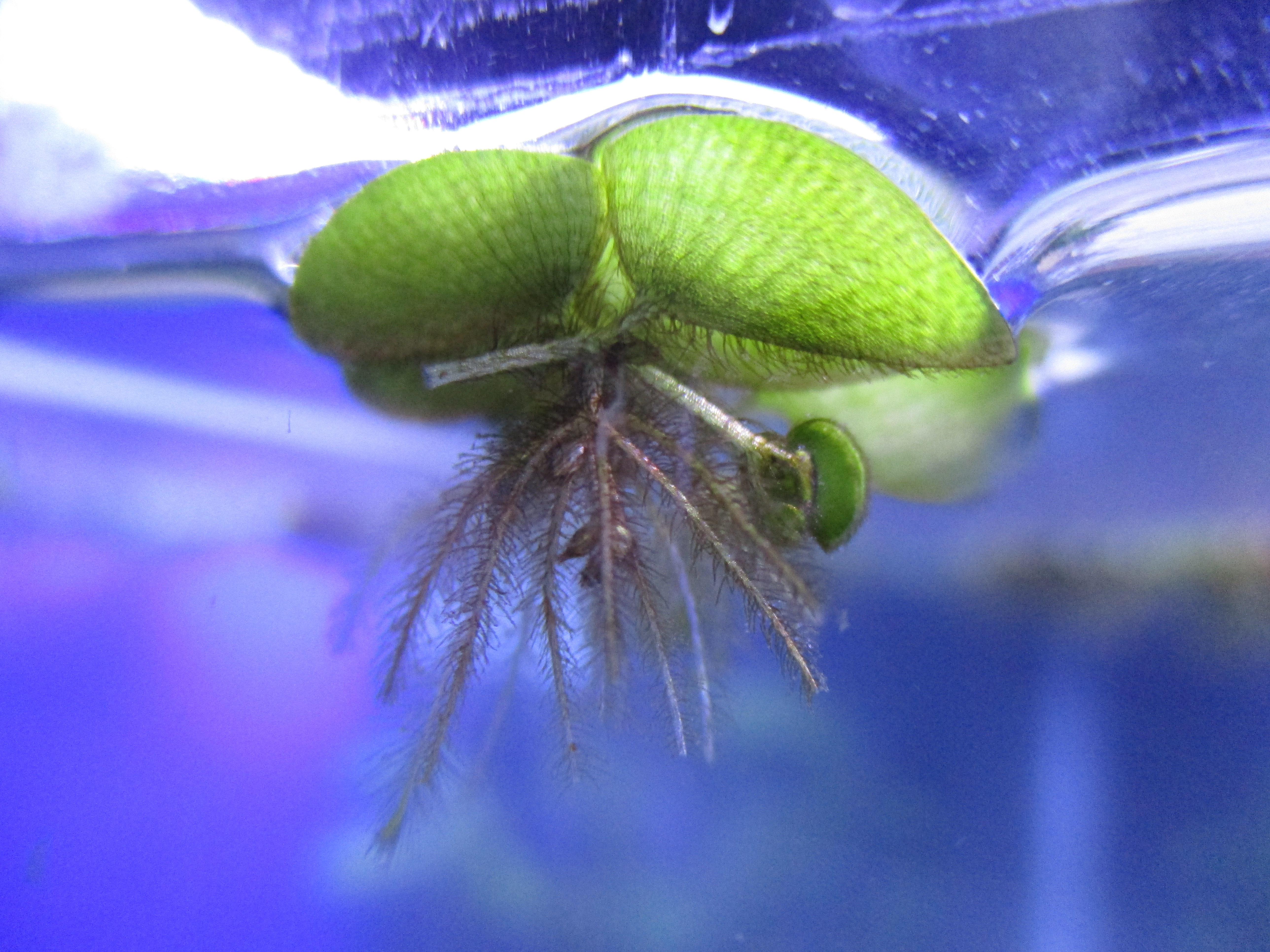
サンショウモ属の一種 。緑色の部分が浮葉、根のような分岐している部分が根葉。

水生植物の多くの分類群では、すべての葉が水中にあるわけではなく、水中葉（すいちゅうよう、水葉、water leaf）と気中葉（きちゅうよう、気葉、aerial leaf）を分化する。また、水面との位置関係により沈水葉、浮水葉、抽水葉が区別される。これらの葉は形態的、生態的に特徴が異なっており、この異形葉性により、水中、水面、空気中という異なる環境に適応している。水中では分子の拡散が遅く、炭素不足になりやすいため、一般的に、水中では細長い形態を持ち、厚さは薄く、細裂することが多い。一方、陸上では幅広い形態となり、厚く細裂せずに、クチクラ層や維管束が発達する陸生形（りくせいけい、land form）を示す。
水生植物の異形葉は幅広い分類群で見られ、各分類群で平行進化したと考えられている。バイカモ（キンポウゲ科）やハゴロモモ（ハゴロモモ科）では、水中葉は数回線状に細裂するのに対し、陸形の気中葉ははるかに単純な形態を示す。ハゴロモモの気中葉は楯形の浮葉である。同様に、キクモ（オオバコ科）やタチモ Myriophyllum ussuriense（アリノトウグサ科）は沈水葉と浮葉を分化する。ヒルムシロ（ヒルムシロ科）やヒツジグサ（スイレン科）は沈水葉と浮葉を分化するが、ヒルムシロと同じヒルムシロ属のなかには、沈水葉のみからなる異形葉非形成種 (homophyllous species) も知られている。マルバオモダカ（オモダカ科）は抽水葉と浮葉を分化する。コウホネ（スイレン科）は3種類の葉を形成する。
水生シダ類であるデンジソウ（デンジソウ科）は、抽水葉と浮葉を分化する。一方、水生シダ類のサンショウモ属 Salvinia では根を持たず、水上に浮かぶ浮葉（浮水葉、気葉）と根のように変形した沈水葉（水中葉）の2種類の葉を持つ。この水中葉は特に「根葉」と呼ばれる。

### 異形葉性の要因
これらの葉形の差は単に水中や空気中にあることによって誘導されるだけではなく、他の環境要因も関連している例がある。生育ステージ、流速、水深、水質、個体密度、季節など、様々な要因に対して表現的可塑性を示す。例えば、Proserpinaca（アリノトウグサ科）では、長日条件で陸形の葉、短日条件では水形の葉をつけるが、長日条件の強光下では沈水茎でも陸形の葉、短日条件の強光下では水上茎でも水形の葉を生じる。コナギ（ミズアオイ科）は生育初期では線形の沈水葉のみを形成するが、その後箆形の浮葉や卵心形の抽水葉をつけるようになる。トチカガミ（トチカガミ科）は平常時は浮葉のみをつけるが、個体密度が高くなると抽水葉を分化するようになる。ハゴロモモ科ハゴロモモ属は沈水葉がふつうであるが、花茎には浮葉をつける。ササバモ Potamogeton wrightii（ヒルムシロ科）やアサザ（ミツガシワ科）では、岸部や水位の低下時にのみ茎葉が抽水性を示す陸生形となる。
異形葉性には植物ホルモンが関与していることが示唆されている。多くの水生植物で、水没条件下で植物ホルモンであるアブシシン酸処理すると、陸上形の葉が形成されることが分かっている。一部の種では陸生条件下では水没条件下よりも体内のアブシシン酸濃度が高いことも確認されている。
ロリッパ・アクアティカ Rorippa aquatica（アブラナ科）は水中では切れ込んだ葉を形成するが、地上ではシロイヌナズナに似たほぼ全縁の葉を形成する。このメカニズムについて、水没という環境変化に応じて植物ホルモンであるエチレンが葉に作用し、葉形変化が起こることが解明されている。チョウジタデ（アカバナ科）でも陸生条件下でエチレン処理すると水形の葉を誘導できることが示されている。水没条件下では、植物体内でエチレン濃度が陸よりも高く維持されており、エチレンの受容阻害剤により水中葉形成は阻害される。
ミズハコベ（オオバコ科）でも水没時には細長い葉、陸生形では丸く短い葉を形成することが知られており、これも植物ホルモンによる影響が示唆されている。

## 葉の擬態

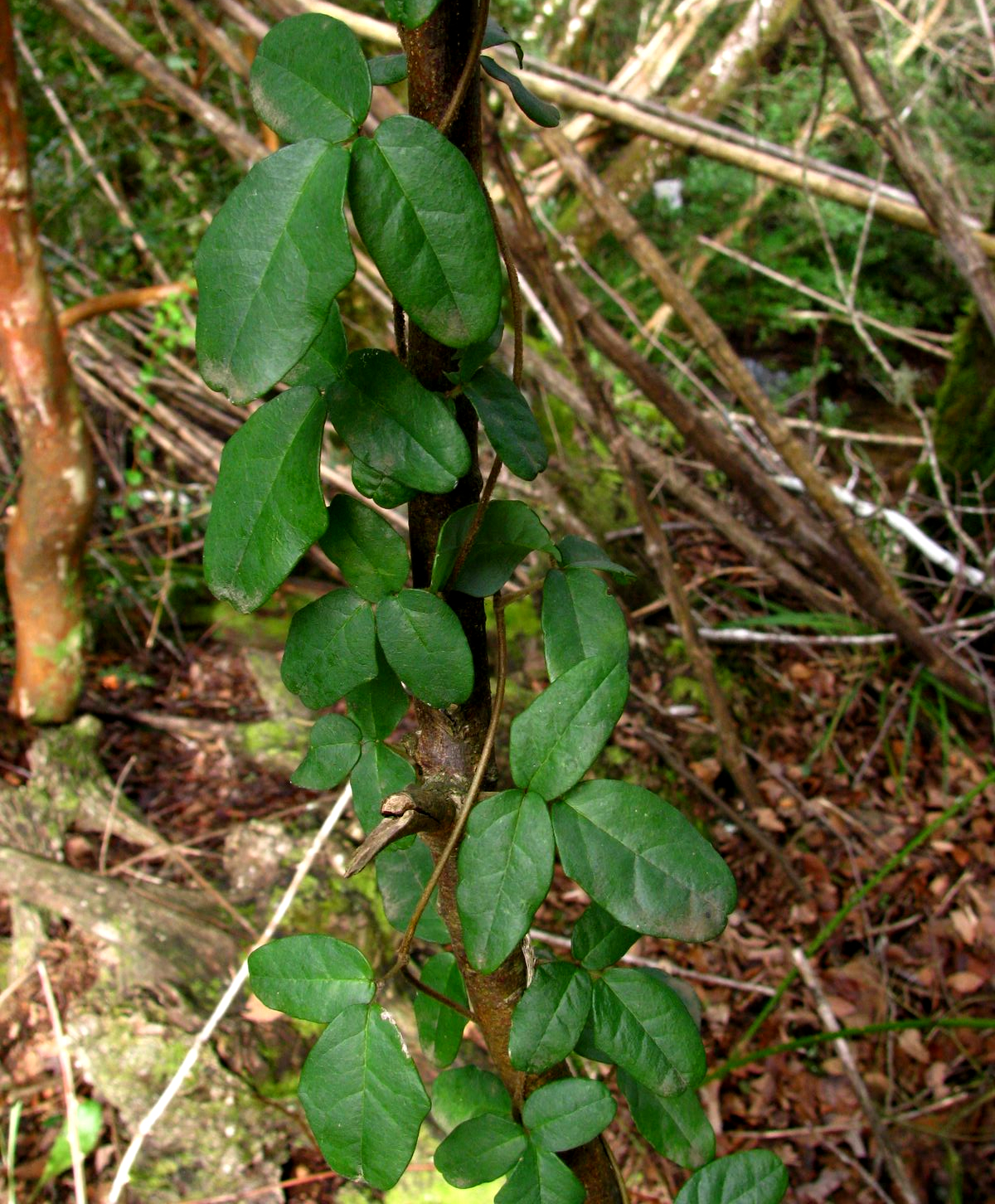
（アケビ科）の葉

南アメリカに生育するつる植物である Boquila trifoliolata（アケビ科）は、周囲にある複数の樹種の葉を模倣して葉形を変化させる擬態能力を持つ。着生する樹木の葉の大きさや形、色、向き、葉柄長、そして葉先の棘の有無をも模倣できる。さらに、1個体が異なる樹種に接することで、連続的な葉の形態変化を示す。この特徴は擬態多型（mimetic polymorphism）と呼ばれる。草食動物の食害に対し、有毒植物に似せたベイツ型擬態を行うことで防御していることが示唆されている。
また、プラスチックによる人工葉を本種の上に置く実験により、葉の面積、周、長さ、および幅が変化し、それを模倣した形態の葉を形成することが観察されている。
この擬態の原理については、複数の仮説と議論がある。当初、この葉の擬態には、本種が受け取った揮発性有機化合物により、接触せずに葉形の模倣が起こると考えられていた。別の仮説では、周囲の樹木の内生菌が遺伝子やエピジェネティックな因子を運び、水平伝播によって本種の葉の形質発現を変化させる可能性があることが示唆されている。一方、眼点 (ocelli) による視覚を持つことも提唱されており、プラスチックの葉を模したことがこれを支持する根拠であると主張されている。

## 不等葉性
異形葉性に類似する語に、不等葉性（ふとうようせい、anisophylly）がある。郡場 (1951) では「大小葉」と訳されている。
異形葉性と不等葉性の語義には研究者によって著しい差異があり、その区別は明確でないことも多い。熊沢 (1979) では、位置関係による葉形変化を「不等葉性」、植物の内的要因に由来する場合を「異形葉性」と区別している。そのため、熊沢 (1979) では陰葉と陽葉の区別も不等葉性に含めている。原 (1994) では、一つのシュート中に繰り返し現れる異形葉性を不等葉性と呼んでいる。清水 (2001) はより狭い定義を用いており、対生や輪生葉序において、1節につく葉の形に異形葉性が見られる場合を特に不等葉性と呼ぶ、としている。

### 不等葉性の類別と例
枝の上下に付く葉のどこが大きくなるかは分類群によって異なる。一般に横走する対生葉では、腹側の葉は大きく、背側の葉が小さい下側過大 (hypotrophy) となる。一方、シュートの側方の葉が大きくなるものもあり、両側過大 (amphitrophy) と呼ばれる。
不等葉性は、針葉樹類のアスナロ（ヒノキ科）などで顕著である。葉序は十字対生で、直立茎ではどの葉も茎に圧着し背軸側の葉面に同化組織を発達させるが、横斜する茎につく葉は茎の上面、下面、側面と背腹性に応じて3種類の葉形を示す。アスナロの枝の下面には気孔が集まった白斑を形成するが、左右側面の葉は背軸方向に扁平になったものであるため、上面も白斑のある下面もどちらも背軸面（裏面）にあたる。ヒノキのシュートも背腹性を示し、同様に上面、下面、左右で葉形に違いがある。
小葉植物のアスヒカズラ（ヒカゲノカズラ科アスヒカズラ属）では、横走する地下茎は背腹性を示さないが、横走する地上茎はアスナロに似た背腹性を示す。すなわち4縦生であり、側方の2列の葉が大きく、背面の葉は小さく、腹面の葉はそれより小さい。シュートにおける不等葉性の差によって、かつてはヒカゲノカズラ科植物のうち、アスヒカズラやチシマヒカゲノカズラのように不等葉性を示す群を異葉区、ヒカゲノカズラのように示さない群を等葉区と呼ぶことがあった。しかし、葉が5列に並び同形であるため等葉区とされていたタカネヒカゲノカズラも、アスヒカズラ属に内包されることが分かっており、現在ではこの区分は使われない。Diphasium scariosum（ヒカゲノカズラ科）では、葉序は同様に4縦生であるが、地面に面した腹側に小型の葉を2縦列する。Pseudodiphasium volubile（ヒカゲノカズラ科）では、側方に大きい葉を持つ両側過大であり、通常は背側に小さい葉を2枚ずつつけるが、腹側にもところどころに極小さい葉を生じる。
イワヒバやカタヒバ、クラマゴケのようなイワヒバ属（イワヒバ科）では、葉は対生し、4縦列となるが、上面（背面）に2列の小型の背葉を、側方に左右非対称な大型の腹葉をつける。すなわち、イワヒバ属の葉は下側過大である。一方、イワヒバ属でもコケスギラン亜属 Selaginella subg. Selaginella および S. subg. Rupestrae は同形の葉（isophyllous）を持つ。
被子植物のウワバミソウは、正常な葉に対生する小型の葉を持つ。コアカソ Boehmeria spicata（イラクサ科）は対生する腹側の葉が大きく、背側の葉が小さい。コルムネア属 Columnea（イワタバコ科）やトチノキ（ムクロジ科）も腹側の葉が大きく、背側が小さい下側過大である。クサギ（シソ科）は大きさの異なる2枚の葉が組となって十字対生する。